# Международный день предотвращения эксплуатации окружающей среды во время войны и вооружённых конфликтов
Международный день предотвращения эксплуатации окружающей среды во время войны и вооружённых конфликтов (на других официальных языках ООН: англ. International Day for Preventing the Exploitation of the Environment in War and Armed Conflict, араб. اليوم الدولي لمنع استخدام البيئة في الحروب والصراعات العسكرية, ‎исп. Día International para la prevención de la explotación del medio ambiente en la guerra y los conflictos armados, кит. 防止战争和武装冲突破坏环境国际日, фр. la Journée internationale pour la prévention de l'exploitation de l'environnement en temps de guerre et de conflit armé
) — по решению 56-й сессии Генеральной Ассамблеи ООН (резолюция № A/RES/56/4) ежегодно, с 2001 года, отмечается 6-го ноября.
Как сказано в резолюции, при принятии этого решения было учтено, что ухудшение состояния экосистемы наблюдается длительное время после прекращения конфликтов, затрагивает не одно поколение.
Резолюция призывает государства и международные организации отмечать этот день, просит Генерального секретаря обеспечить выполнение этой резолюции и способствовать распространению информации о ней.
В своём послании в 2005 году Генеральный секретарь ООН отмечает, что ликвидация экологического ущерба, нанесенного войной, является важной задачей ООН.
После войны в Югославии персонал Программы Организации Объединённых Наций по окружающей среде очистил четыре загрязненных химическими веществами объекта в Сербии и Черногории.
В послании сказано, что Месопотамские болота Ирака и Ирана к 2002 году оказались почти полностью уничтоженными и сотни тысяч людей покинули свои дома. К 2005 году в сотрудничестве с местными общинами произведено заводнение 40 процентов болотных угодий, благодаря чему 80 000 жителей вернулись в родные места.
В своём послании в 2006 году Генеральный секретарь ООН отмечает, что несмотря на наличие определённых международных соглашений,
в целом экологические последствия войны игнорируются современными законами.